# レイモンド・ダマディアン
レイモンド・ダマディアン（Raymond Vahan Damadian、1936年3月16日 - 2022年8月3日）は、アルメニア系アメリカ人の医学者で、磁気共鳴 (MR) スキャン装置の発明者である。生体細胞内のナトリウムとカリウムの研究から核磁気共鳴 (NMR) の実験を行い、1969年に世界初のMR人体スキャナを提案。NMRの共鳴の緩和時間に差が生じるため、腫瘍の組織と通常の細胞組織とを破壊せずに識別可能であることを発見した。1977年、悪性腫瘍の診断のために世界初の人間の全身の断層画像を撮影。NMRによる安全かつ正確な断層画像撮影法を発明し、それが核磁気共鳴画像法 (MRI) と呼ばれるようになった。

## 経歴

### 生い立ち
ニューヨークのアルメニア人一家に生を受ける。1956年、ウィスコンシン大学マディソン校で数学の学士号を取得。1960年、ニューヨークのイェシーバー大学アルベルト・アインシュタイン医学校で修士号を取得。また、ジュリアード学院で8年間ヴァイオリンを学んだ。

### 核磁気共鳴画像法

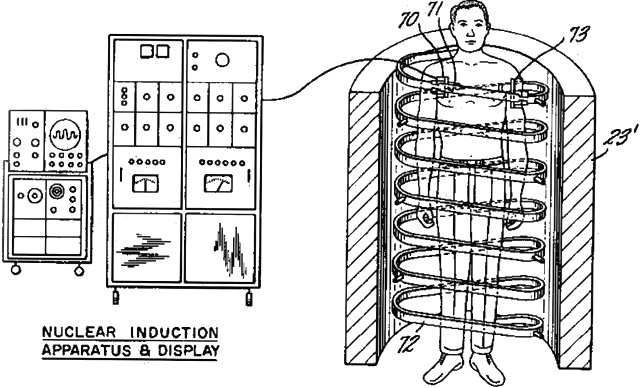
ダマディアンの "Apparatus and method for detecting cancer in tissue"

1971年サイエンス誌に掲載された論文で、核磁気共鳴 (NMR) を使えば破壊せずに腫瘍と正常な組織を識別できることを発表。これを悪性腫瘍の診断に活用できるのではないかと示唆したが、後の研究で確かに違いはあるものの診断に使うには微妙すぎると判明した。全身を1点ずつスキャンする当初の技法は、悪性腫瘍の実用的診断方法にはならないことが明らかとなった。1972年、NMRで悪性腫瘍を検出する方法について特許を出願し、1974年に初のMRI関連の特許が成立。アメリカ国立科学財団によれば「その特許はがん細胞を特定するためNMRを使って人体をスキャンするアイデアを含んでいた」。しかし、その特許にはスキャン結果から画像を生成する方法やどのように正確なスキャンをするのかといった詳細が説明されていなかった。
1950年代には Herman Carr が1次元のMR画像を生成する方法を発表していた。ダマディアンがNMRを医療に応用する可能性を示したことに触発され、ポール・ラウターバーがCarrの方式を発展させ、MRIで2次元または3次元の画像を生成する技法を開発した。そしてノッティンガム大学のピーター・マンスフィールドがより短時間でスキャンし、ラウターバーよりも鮮明な画像を得る技術を確立。ラウターバーやマンスフィールドは動物やヒトの手足を対象としたが、ダマディアンはヒトの全身をスキャンするMRI装置を世界で初めて製作した。その技法は "focused field" と呼ばれる技法を使っており、現代のMRI装置とは大きく異なる。MRIの歴史上ダマディアンの功績は、NMRによる全身スキャンというコンセプトを考案したことと、NMRの緩和時間の差を発見したことである。

### 初のMRI人体スキャン?
1977年7月3日、世界で初めて人間の全身を対象としたMRIの実験を行った（その1年前にピーター・マンスフィールドのチームが人間の指を対象として実験している）。1つの画像を得るのに5時間かかった。画質も現代的基準から見れば未熟なものである。ダマディアンのチームは7年間の長きにわたって精力的に働き、この実験にこぎつけた。彼らは多くの人が無理だと言っていたことに立ち向かった自分達の精神にちなんでその装置を "Indomitable"（不屈）と名付けた。しかし、その後ダマディアンの方式を採用したMRI装置は普及しなかった。彼が1972年に出願した特許は画像化について説明しておらず、がん細胞を検出するガイガーカウンターのようなものだった。
彼の特許について、ラウターバーのアイデアは生体にNMRを応用するものであるのに対して、ダマディアンのアイデアは切除した組織からNMRを使ってがん細胞を検出するものだという噂が流れた。ダマディアンは自身の言おうとしたことを主張し続けた。しかし、実際MRIを発明したのはダマディアンではなくラウターバーであり、ダマディアンの特許を精査してもMRIにつながる画像化についての説明は全く見られない（題名も単に APPARATUS AND METHOD FOR DETECTING である）。結局、1977年7月3日に実験した装置は方式が異なるため世界初のMRIと言えるものではなく、その技術は商用化に失敗し途絶えた。彼の装置はスミソニアン博物館が収蔵している。

### フォナー社
1978年、フォナー (Fonar) というMRIスキャナ製造会社を創業。社名は "field focused nuclear magnetic resonance" の略である。1980年に最初の製品を発売。ダマディアンの "focused field" 方式はラウターバーの方式より効率が悪く、フォナーのMRIスキャナは商業的に失敗に終わった。結局、フォナーはダマディアンの方式を捨て、ラウターバーやマンスフィールドの方式に切り換えた。ダマディアンとフォナーは、MRIスキャナのメーカーからダマディアンの特許のロイヤルティーを徴収しようとした。多く大企業が和解に応じたが、ゼネラル・エレクトリック (GE) とは裁判になり、ダマディアン側に有利な1億2900万ドルの支払いをGEに命じる判決が下された。
ダマディアンはフォナーの大株主で全体の8%、約650万ドル相当を所有している。全株式の8%しか所有していないが、ダマディアンの持つ株は特別なクラスに分類されるもので、フォナーを完全に支配している。植込み型心臓ペースメーカーの開発で知られる ウィルソン・グレートバッチ と共にMRI対応のペースメーカーを開発。また縦型MRIを発明し、アメリカ各地15カ所にMRIセンターを建設した。

### 死
2022年8月3日に死去。86歳没。

## 賞と栄誉
1988年にはアメリカ国家技術賞を受賞し、1989年には発明家の殿堂に選ばれた。最初のMRI全身スキャナ装置は1980年代にスミソニアン博物館に寄贈され、オハイオ州にある発明家の殿堂がそれを借りて展示している。2001年、「MRIスキャナを発明」したとしてレメルソンMIT賞の生涯貢献賞と10万ドルを受賞。フィラデルフィアのフランクリン協会は、ダマディアンのMRI実用化への貢献に対して Bower Award を授与した。また Knights of Vartan により2003年の "Man of the Year" に選ばれた。2003年9月、エコノミスト誌からバイオサイエンス分野のイノベーション賞を授与された。

### ノーベル賞問題
2003年、ポール・ラウターバーとピーター・マンスフィールドがMRI関連の業績によりノーベル生理学・医学賞を受賞した。ノーベル賞では最大3人が同時受賞できることになっているが、ダマディアンは受賞を逃した。ノーベル賞が発表されるずっと以前からMRI開発における各人の貢献については議論があり、MRIについてなかなかノーベル賞が授与されなかったのも、ダマディアンの功績をどう評価するかで議論が分かれたためだと言われている。
ダマディアンは「自分とラウターバー」が発明者だと主張し、ラウターバーは自分だけだと主張していた。1997年、米国科学アカデミー (NAS) がMRI開発のマイルストーンの年表を作ったが、初期の12のマイルストーンのうち4つがダマディアンに関するものだった。類似の出版物の中では異例の期間を経て2001年にそれが出版されたとき、ダマディアンに関係するマイルストーンは掲載されなかった。本文ではダマディアンの技法について「悪性腫瘍を検出・診断するには臨床的に信頼できないものと判明した」としている。ダマディアンの弁護士がNASに脅迫めいた手紙を送ると、NASのウェブサイトの文言が更新されたが、それもダマディアンが満足するような内容ではなかった。2002年、ダマディアンは「もし私が生まれなかったら、MRIは存在していただろうか？ 私は存在していたとは思わない。ラウターバーが生まれていなかったらどうだろう？ そのときは結局私が発明していただろう」と述べている。
ニューヨークタイムスは次のように記している。

論争はダマディアン博士とラウターバー博士の間のもので、学界では長年知られていた。ノーベル委員会は物議をかもすような発明・発見には及び腰になるため、核磁気共鳴画像法に関してノーベル賞を授与することを避けるだろうと思われていた。ラウターバー博士は74歳で健康状態が思わしくなく、死後には贈呈できないノーベル賞を授与するなら今しかなかった。

ラウターバーとマンスフィールドのノーベル賞受賞が発表されると、2003年10月から11月にかけて「レイモンド・ダマディアンの友人たち」と名乗るグループがニューヨーク・タイムズ（2回）、ワシントン・ポスト、ロサンゼルス・タイムズ、スウェーデン最大の新聞ダーゲンス・ニュヘテルに「正さなければならない恥ずかしい間違い」と題してダマディアンが選考に漏れたことを批判する全面広告を出し、選考委員に再考を促そうとした。実際既に選考は済んでおり、受賞者は決定済みだったため、ダマディアンはラウターバーとマンスフィールドに対して、ダマディアンが同時受賞するのでない限りノーベル賞を辞退すべきだと提案した。何人かのMRI専門家がダマディアンを支持したが、ニューヨークタイムズのコラムニスト Horace Freeland Judson はダマディアンよりノーベル賞にふさわしかったのにノーベル賞を受賞できなかったリーゼ・マイトナー、オズワルド・アベリー、ジョスリン・ベル・バーネルを挙げ、ダマディアンらの動きを批判した。
ダマディアンはがん細胞をNMRの緩和時間の違いによって検出できるという仮説を立てただけで、画像を得る方法を開発したわけではない（示唆もしていない）という指摘もある。ラウターバーとマンスフィールドへのノーベル賞は「核磁気共鳴画像法」に対するもので、ダマディアンが除外されているのはもっともだとも言える。ラウターバーには仲間である研究者や科学者が味方についたが、ダマディアンは自身の特許で莫大な富を得た医学者とみなされていた。オレゴン健康科学大学のMRI専門家 Charles Springer は、学界全体で投票を行えば、ノーベル委員会の選考を支持する結果となるだろうと述べている。また、ダマディアンが多くの場面で科学者らしからぬ行動をとっているとし、例えば1977年の全身スキャナの発表で、どの部位の癌でも発見できると述べたのもそうだったと指摘する者もいる。ニューヨークタイムズはMRIは癌の初期診断ではなく場所の特定に使われているとしたが、これは話を単純化しすぎている。実際、MRIでしか診断できない癌（神経放射線学の分野など）は存在する。
ダマディアンは学会での過激な言動で知られ、キリスト教根本主義と若い地球説を信奉している。また、Institute for Creation Research の技術諮問委員会の委員でもある。哲学者マイケル・ルースはダマディアンのそのような信仰がノーベル賞を逃した原因ではないかと推測している。
ダマディアン自身は「あなたは創造論を信奉する科学者だからノーベル賞を受賞できないと言われたことは無かった。それが原因だったとしたら、私は何も知らなかった」と述べている。